# Francisco Bayeu

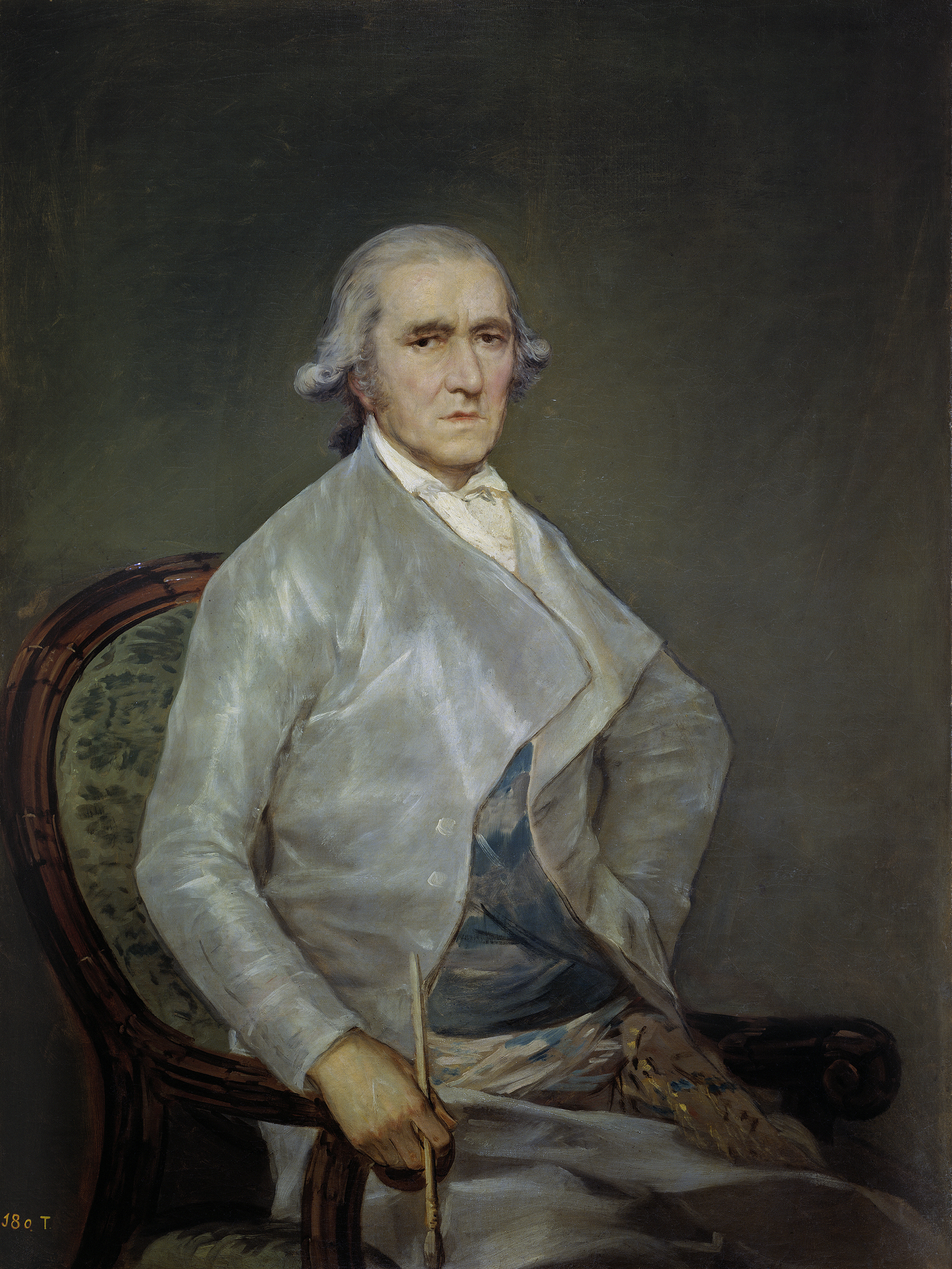
Porträt von Goya

Francisco Bayeu y Subías (* 9. März 1734 in Saragossa; † 4. August 1795 in Madrid) war ein spanischer Maler des Klassizismus.
Er studierte bei José Luzán und bei Antonio González Velázquez. In Madrid gewann er ein Stipendium, um die Real Academia de Bellas Artes de San Fernando zu besuchen. Nach dem Tod seiner Eltern kehrte er nach Saragossa zurück, um sich um seine Brüder zu kümmern, bis er von Anton Raphael Mengs zur Ausgestaltung des Königlichen Palastes nach Madrid zurückgeholt wurde. Er wurde 1767 Hofmaler bei Karl III., 1765 Professor an der Akademie und 1788 deren Direktor.
Er malte nicht nur in verschiedenen Palästen und kirchlichen Einrichtungen in Madrid und Saragossa, sondern auch im Kloster der Kathedrale von Toledo und arbeitete für die Königliche Gobelin Manufaktur.
Francisco de Goya war sein Schwager – er heiratete seine Schwester Josefa.
Seine Brüder Ramón Bayeu (1746–1793) und Manuel Bayeu (1740–1809) waren ebenfalls Maler.

## Galerie

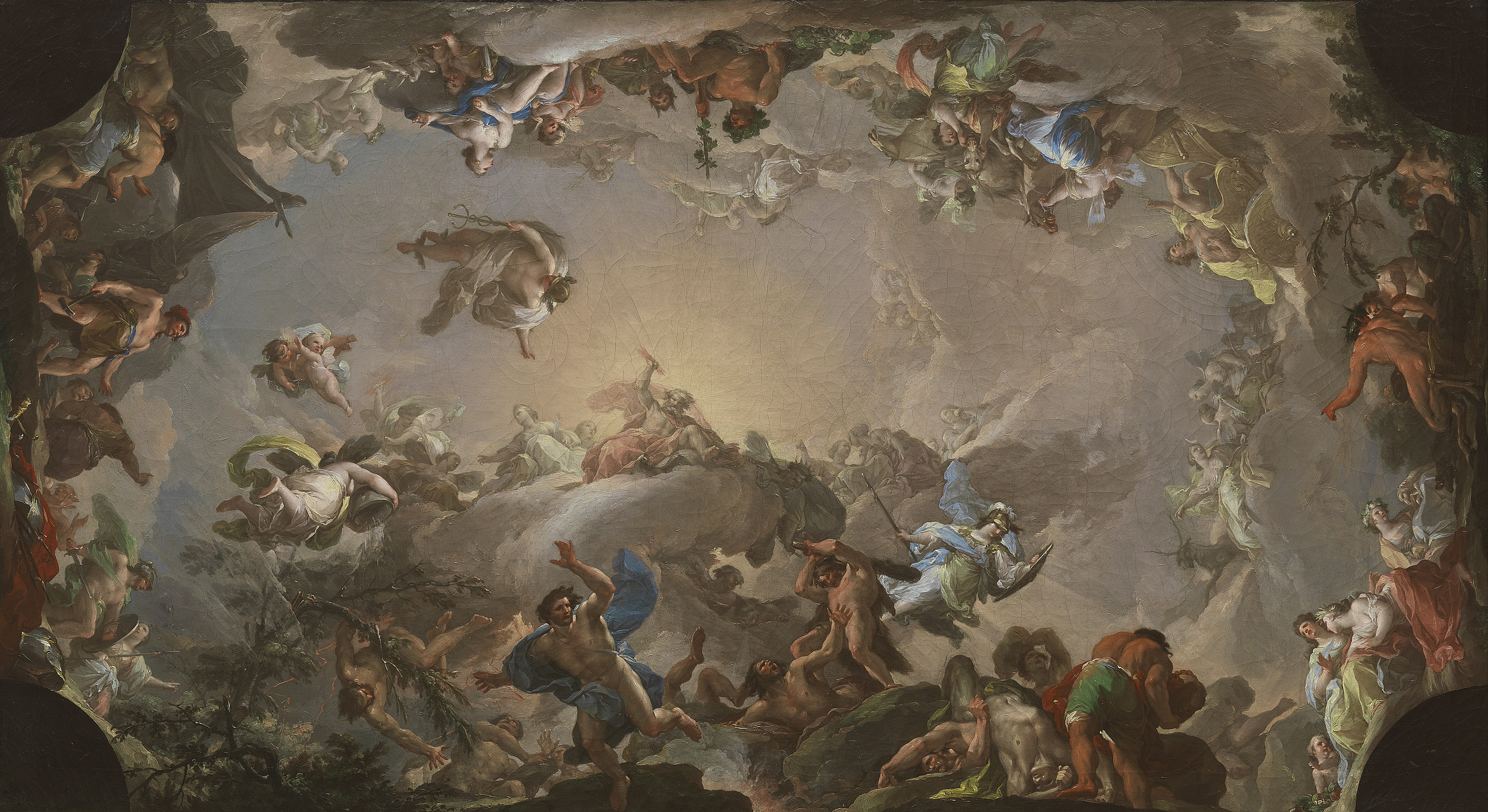
Schlacht des Olymp mit den Giganten, 1764, Prado (Vorstudie für ein Deckenfresko im Königlichen Palast in Madrid)
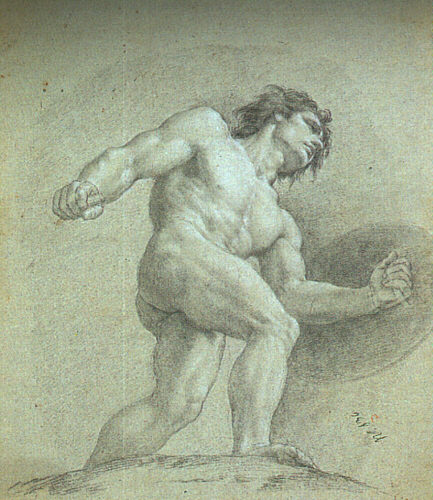
Studie zum Fall der Giganten
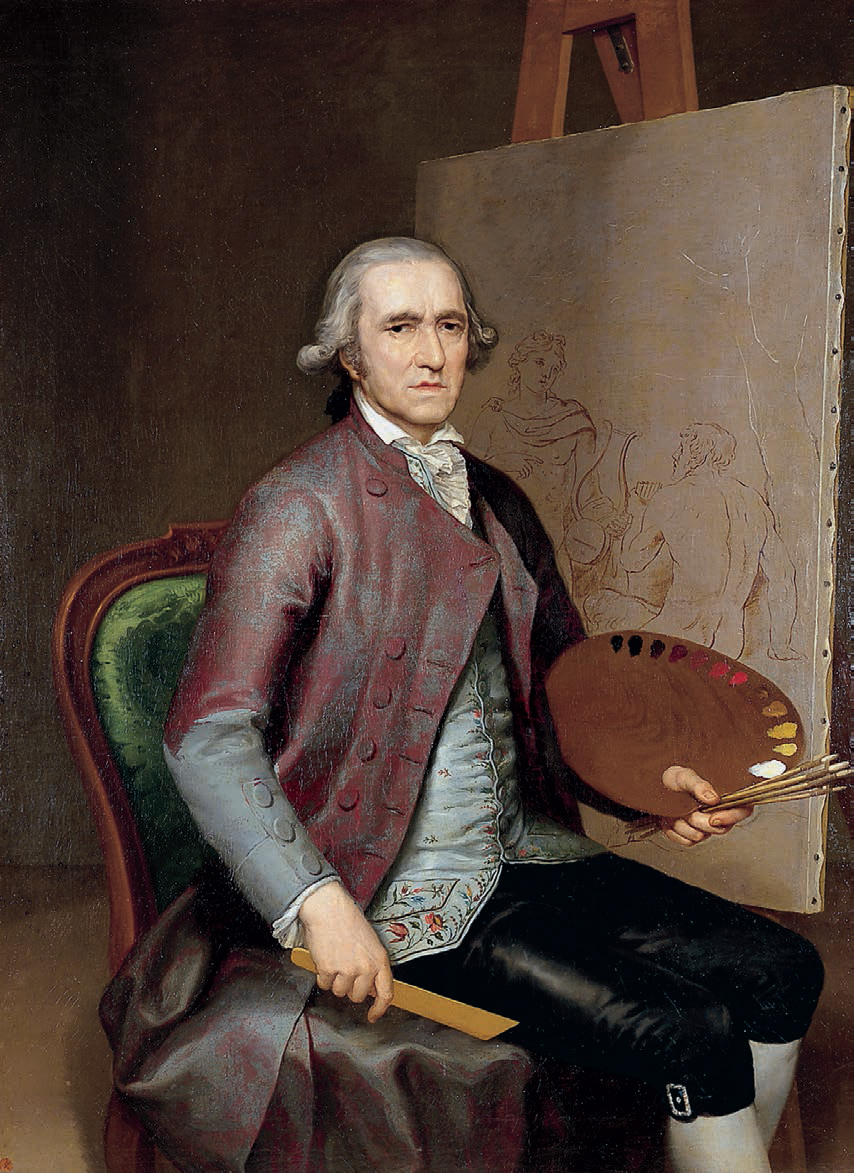
Selbstporträt
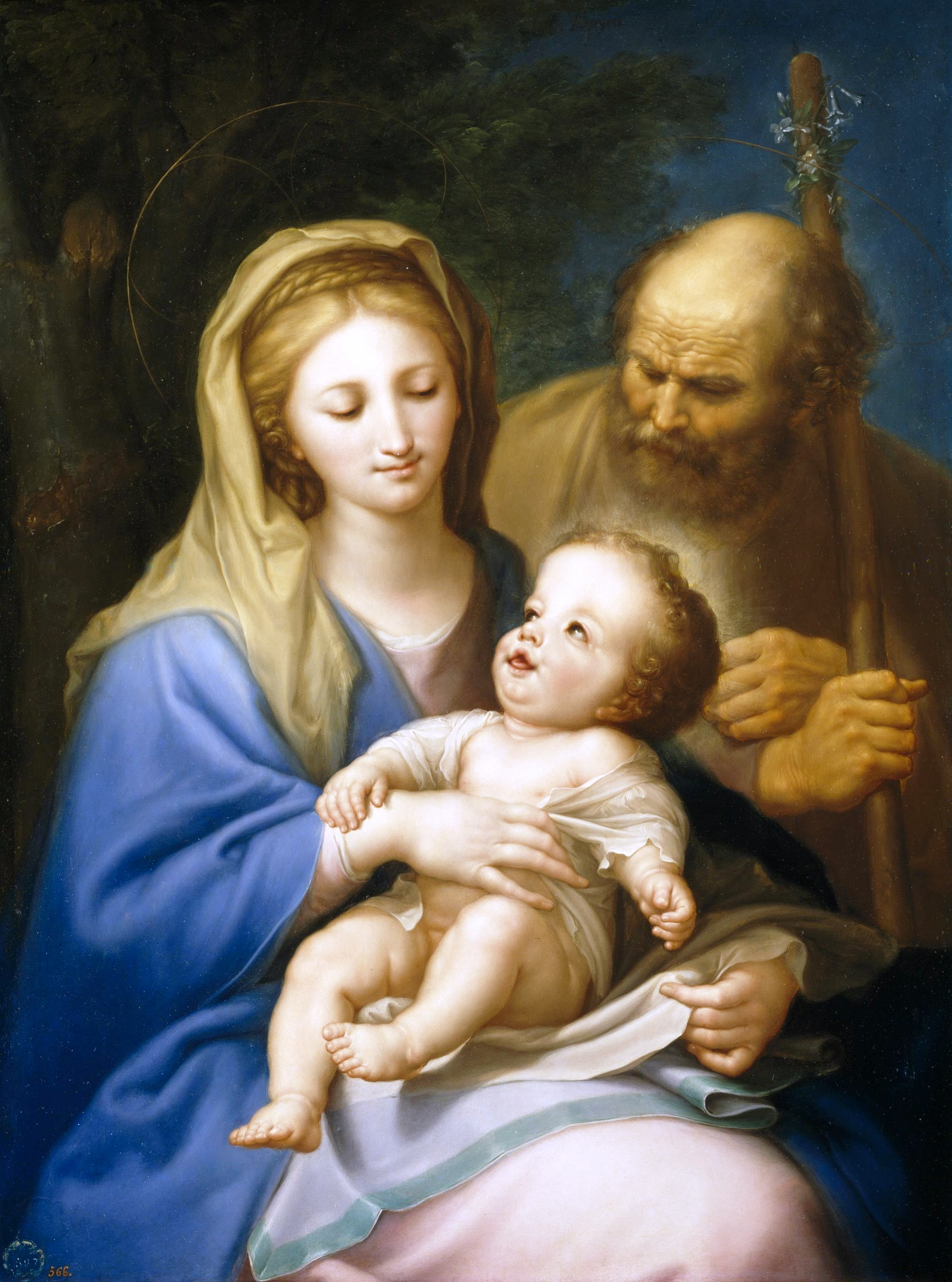
Heilige Familie